# Michael Thompson (kytarista)
Michael Thompson, rodným jménem Michael Wood Thompson (* 11. února 1954, New York) je americký kytarista. Studoval na Berklee College of Music, ale po dvou letech ze školy odešel, aby se věnoval vystupování se skupinou The Ellis Hall Group. Později se přestěhoval do Los Angeles, kde začal pracovat jako studiový hudebník. Během své kariéry spolupracoval s mnoha hudebníky, mezi které patří například Toni Braxton, Madonna, Neil Diamond, Mike Oldfield, Michael Bublé, Cher, Joe Cocker nebo Ray Charles.

## Sólová diskografie
- How Long (1989)